# City Service
City Service — литовская компания по обслуживанию коммунального хозяйства концернa ЗАО «ICOR».
На российский рынок вышла в 2006 году и с того времени стала крупнейшим иностранным предприятием, контролирующим значительную часть коммунального хозяйства Санкт-Петербурга. «City service» в Литве, Латвии, Польши, Испании и России всего управляет 33 компаниями, которые обслуживают нужды жильцов, проживающих на 31 млн квадратных метров. На российском рынке предприятие, как надёжный иностранный инвестор подписало стратегический договор со «Сбербанком» и будет проводить реформу жилищно-коммунального хозяйства, на которую выделяются деньги из Госбюджета России.
С 2007 года акции АО «Сити Сервис» котируются в Официальном списке биржи NASDAQ OMX Vilnius. В 2007 году первичное публичное размещение (IPO) акций группы признано самым значительным событием на финансовом рынке Литвы.
В 2009 году группе «Сити Сервис» было присвоено звание «Открытие года» на прошедшей в Стокгольме (Швеция) церемонии награждения фонда «EastCapital». Высокая оценка была дана за эффективную стратегию развития на рынках Прибалтики и России, а также за результаты деятельности в 2009 году.
В 2018—2019 гг. произошло объединение под единым брендом «ДОМСПБ» структурных подразделений компании в Санкт-Петербурге (ОАО «Сити Сервис», ЗАО «Сити Сервис», ООО «Жилкомсервис №3 Фрунзенского района»).

## Руководство
- Андрюс Януконис — председатель правления, акционер;
- Гинтаутас Яугелавичюс — член правления, акционер
- Линас Самуолис — акционер.